# Damoster
Der Ort Damoster ist eine Wüstung im heutigen Landkreis Ludwigslust-Parchim im westlichen Mecklenburg-Vorpommern.

## Überliefertes
Damoster wurde erstmals im Jahr 1492 erwähnt und befand sich zwischen Marnitz und dem Treptowsee. In den Jahren 1717 und 1726 wurde Damoster und deren Gegend als wüste Feldmark bezeichnet. In einigen Bezeichnungen sind Abwandlungen  des Ortsnamens bis heute erhalten, so zum Beispiel: De Mooster (Heidemoor nahe Marnitz) oder auch das Damoster Holz. Der Untergang des Dorfes ist vermutlich eine Folge des Dreißigjährigen Kriegs.

## Ortsname
Der Ortsname ist slawischen Ursprungs und bezeichnet womöglich den Ort einer Fluss- oder Bachüberquerung (dabimost = Baumbrücke).